# Mimacraea elgonae
Mimacraea elgonae är en fjärilsart som beskrevs av Talbot 1935. Mimacraea elgonae ingår i släktet Mimacraea och familjen juvelvingar. Inga underarter finns listade i Catalogue of Life.